# Йейтс, Райан
Райан Джеймс Йейтс (англ. Ryan James Yates; род. 21 ноября 1997, Ноттингем, Восточный Мидленд) — английский футболист, полузащитник и капитан клуба «Ноттингем Форест». Йейтс присоединился к молодежной академии «Ноттингема» в 2005 году и заключил профессиональный контракт с клубом в 2016 году.

## Клубная карьера
Йейтс был приглашён в составе первой команды «Ноттингем Форест» в начале сезона 2016/2017, прежде чем 26 августа отправился в аренду в «Барроу» из Национальная лиги на срок в один месяц. 21 сентября «Барроу» решил продлить ещё на месяц арендное соглашение, и 2 ноября ещё продлил до 9 января 2017 года. После последнего продления главный трренер клуба Пол Кокс сказал о Йейтсе: «Он бриллиант с точки зрения желания учиться, желания становиться лучше, желания становиться сильнее. Вот что делает Райана таким мощным в этой команде. Он передает другим людям свой голод и желание».
Йейтс был отозван «Ноттингемом» 13 января, сыграв 19 матчей и забив 2 гола во всех соревнованиях за «Барроу».
Вскоре после отзыва из «Барроу», 31 января, Йейтс был отдан в аренду в «Шрусбери Таун» из Лиги 1 на оставшуюся часть сезона. Он дебютировал на профессиональном уровне 14 февраля, выйдя на замену на 64-й минуте в проигрышном матче против «Питерборо Юнайтед» (1:2). 27 февраля, находясь в аренде в «Шрусбери», Йейтс продлил свой контракт с «Форестом» до 2019 года. Йейтс получил первую красную карточку в своей профессиональной карьере 1 апреля за два подката в игре с «Бристоль Роверс», несмотря на то, что после второго подката его повалили на газон игроки соперника, в решении, которое его арендованный клуб назвал «жестким».
4 августа 2017 года Йейтс на правах аренды присоединился к «Ноттс Каунти» на сезон 2017/2018, присоединившись к полузащитнику «Фореста» Джорду Гранту. Его дебют за клуб состоялся 8 августа на выезде против «Сканторп Юнайтеда» в первом раунде Кубка английской лиги. Йейтс начал матч и забил гол на последней минуте дополнительного времени второго тайма, сравняв счёт (3:3). Хотя «Ноттс» проиграли последующую серию пенальти, Йейтс получил похвалу от своего тренера Кевина Нолана, который описал подростка как «лидера» с «многочисленным потенциалом».
11 января 2018 года Йейтс подписал контракт, по которому он останется в «Ноттингеме» до 2020 года, и был отозван из аренды в «Ноттс Каунти», чтобы присоединиться к клубу «Сканторп Юнайтед» из Лиги 1 на оставшуюся часть сезона 2017/2018. Он забил гол в своем дебютном матче против «Питерборо Юнайтед», а газета Scunthorpe Telegraph признала его «Игрока матча». 30 марта Sky Sports наградил Йейтса наградой «Игрока матча» за игру в матче против «Оксфорд Юнайтеда» (1:1).
5 июля 2018 года Йейтс подписал новый трехлетний контракт с «Ноттингемом», по которому он останется в клубе до 2021 года. В декабре 2019 года он продлил свой контракт до 2023 года.
Йейтс получил похвалу за свои выступления в сезоне 2021/2022, в частности за увеличение результативности. Он активно участвовал в команду, которая впервые за 23 года вышла в Премьер-лигу, сыграв 43 матча в Чемпионшипе, 3 из которых в плей-офф за продвижение, и забив 8 голов. Он вошел в команду сезона Чемпионшипа. Главный тренер Стив Купер описал Йейтса как «созидателя культуры» в команде.
Когда он забил в ворота «Шеффилд Юнайтед», Йейтс присоединился к группе игроков, которые забивали во всех 5 высших дивизионах английского футбола. В июле 2024 года подписал новый 4-летний контракт с «Форестом».

## Клубная статистика
| Клуб                      | Сезон      | Лига              | Лига  | Лига | Кубок Англии | Кубок Англии | Кубок лиги | Кубок лиги | Другое | Другое | Итог  | Итог |
| Клуб                      | Сезон      | Дивизион          | Матчи | Голы | Матчи        | Голы         | Матчи      | Голы       | Матчи  | Голы   | Матчи | Голы |
| ------------------------- | ---------- | ----------------- | ----- | ---- | ------------ | ------------ | ---------- | ---------- | ------ | ------ | ----- | ---- |
| Ноттингем Форест          | 2016/17    | Чемпионшип        | 0     | 0    | 0            | 0            | 0          | 0          | —      | —      | 0     | 0    |
| Ноттингем Форест          | 2017/18    | Чемпионшип        | 0     | 0    | 0            | 0            | 0          | 0          | —      | —      | 0     | 0    |
| Ноттингем Форест          | 2018/19    | Чемпионшип        | 16    | 1    | 0            | 0            | 1          | 0          | —      | —      | 17    | 1    |
| Ноттингем Форест          | 2019/20    | Чемпионшип        | 27    | 3    | 1            | 0            | 0          | 0          | —      | —      | 28    | 3    |
| Ноттингем Форест          | 2020/21    | Чемпионшип        | 34    | 2    | 1            | 0            | 1          | 0          | —      | —      | 36    | 2    |
| Ноттингем Форест          | 2021/22    | Чемпионшип        | 43    | 8    | 4            | 1            | 1          | 0          | 3      | 0      | 51    | 9    |
| Ноттингем Форест          | 2022/23    | Премьер-лига      | 26    | 0    | 1            | 1            | 4          | 1          | —      | —      | 31    | 2    |
| Ноттингем Форест          | 2023/24    | Премьер-лига      | 35    | 1    | 4            | 0            | 1          | 0          | —      | —      | 39    | 1    |
| Ноттингем Форест          | 2024/25    | Премьер-лига      | 26    | 2    | 3            | 2            | 0          | 0          | —      | —      | 29    | 4    |
| Ноттингем Форест          | Итог       | Итог              | 207   | 17   | 14           | 4            | 8          | 1          | 3      | 0      | 232   | 22   |
| Барроу (аренда)           | 2016/17    | Национальная лига | 16    | 1    | 3            | 1            | 0          | 0          | 0      | 0      | 19    | 2    |
| Шрусбери Таун (аренда)    | 2016/17    | Лига 1            | 12    | 0    | 0            | 0            | 0          | 0          | 0      | 0      | 12    | 0    |
| Ноттс Каунти (аренда)     | 2017/18    | Лига 2            | 25    | 3    | 3            | 2            | 1          | 1          | 0      | 0      | 29    | 6    |
| Сканторп Юнайтед (аренда) | 2017/18    | Лига 1            | 16    | 2    | 0            | 0            | 0          | 0          | 2      | 0      | 18    | 2    |
| Общий итог                | Общий итог | Общий итог        | 276   | 23   | 20           | 7            | 9          | 2          | 5      | 0      | 310   | 32   |

1. ↑  Матчи в плей-офф Чемпионшипа
2. ↑  Матчи в плей-офф Лиги 1